# James Heller
James Heller is een personage uit de Amerikaanse televisieserie 24. Hij is de Minister van Defensie in Amerika, en tevens de vader van Jack Bauers vriendin Audrey Raines.